# Front de libération de l'Érythrée
Pour les articles homonymes, voir FLE (homonymie).
Le Front de libération de l'Érythrée était le principal mouvement indépendantiste d'Érythrée qui a recherché indépendance du pays vis-à-vis de l'Éthiopie au cours des années 1960 et 1970. Il est fondé en juillet 1960 au Caire par Idris Muhammad Adam et d'autres intellectuels ainsi que par des étudiants érythréens. Il sera partie prenante de la guerre d'indépendance de l'Érythrée qui se déroula de 1961 à 1991. Dans les années 1970, la scission du mouvement provoque l'émergence du Front populaire de libération de l'Érythrée. Aujourd'hui, le FLE fait partie de l'Alliance nationale érythréenne et reçoit le soutien militaire de l'Éthiopie et du gouvernement somalien basé à Baidoa.